# Antoni Comín
Antoni (Toni) Comín i Oliveres (ur. 7 marca 1971 w Barcelonie) – hiszpański i kataloński polityk, nauczyciel akademicki oraz filozof, parlamentarzysta regionalny, w latach 2016–2017 minister zdrowia w Generalitat de Catalunya, poseł do Parlamentu Europejskiego.

## Życiorys
Ukończył filozofię i nauki polityczne na Uniwersytecie Autonomicznym w Barcelonie. Odbył studia podyplomowe na Uniwersytecie Pompeu Fabry, doktoryzował się na tej samej uczelni. W latach 1997–2003 pracował jako nauczyciel w szkole Escola Sagrat Cor-Diputació w Barcelonie. W 2001 został wykładowcą w ESADE w ramach Universidad Ramon Llull. Autor publikacji poświęconych tematyce socjologicznej i filozoficznej.
Działał w ruchu politycznym Ciutadans pel Canvi, skupiającym współpracowników Pasquala Maragalla. W latach 2006–2010 wchodził w skład kierownictwa tej organizacji. W latach 2004–2010 sprawował mandat posła do katalońskiego parlamentu VII i VIII kadencji. Uzyskiwał go jako przedstawiciel CpC startującego w porozumieniu z Partią Socjalistów Katalonii. W latach 2011–2014 Antoni Comín był członkiem PSC. Opuścił to ugrupowanie, nawiązując współpracę z Republikańską Lewicą Katalonii. W 2015 i 2017 ponownie wybierany do katalońskiego parlamentu.
W styczniu 2016 został członkiem regionalnego rządu Carlesa Puigdemonta, w którym odpowiadał za sprawy zdrowia. Gabinet ten został odwołany w październiku 2017 decyzją hiszpańskiego premiera po nieuznawanej przez władze centralne katalońskiej deklaracji niepodległości. Antoni Comín znalazł się w grupie pięciu członków rządu, którzy uniknęli tymczasowego aresztowania, wyjeżdżając z Hiszpanii. Osiedlił się w Belgii, sąd tego kraju odmówił jego wydania na podstawie europejskiego nakazu aresztowania.
W 2019 z ramienia katalońskiego ugrupowania Lliures per Europa został wybrany na deputowanego do Parlamentu Europejskiego IX kadencji, nie objął jednak początkowo mandatu z uwagi na spór co do legalności jego wyboru. Na początku stycznia 2020 Parlament Europejski uznał go za legalnie wybranego europosła ze skutkiem od początku kadencji. Z powodzeniem ubiegał się o reelekcję w wyborach w 2024 (z ramienia formacji Junts i Lliures per Europa). Ponownie powstał jednak spór prawny co do jego wyboru; hiszpańska komisja wyborcza skreśliła go z listy wybranych posłów. Objęcie mandatu uzależniono od rozstrzygnięcia sprawy przez Trybunał Sprawiedliwości Unii Europejskiej.